# Ampelopsis arborea
Ampelopsis arborea är en vinväxtart som först beskrevs av Carl von Linné, och fick sitt nu gällande namn av Emil Bernhard Koehne. Ampelopsis arborea ingår i släktet Ampelopsis och familjen vinväxter. Inga underarter finns listade i Catalogue of Life.